# Lidar

Animace skenovaní pomocí metody LIDAR

LIDAR (Light Detection And Ranging, také LADAR) je metoda dálkového měření vzdálenosti na základě výpočtu doby šíření pulsu laserového paprsku odraženého od snímaného objektu. Obvykle se využívá spektra 1064–1540 nm, pro batymetrická měření cca 530 nm. LIDAR lze použít pro měření vzdálenosti, mapování terénu, měření vlastností atmosférických jevů aj. Výsledkem mapování je mračno bodů, které se po zpracování může interpolovat do podoby digitálního modelu povrchu či 3D modelů budov a jiných objektů. Po aplikaci filtrů je možné z mračna bodů získat digitální model terénu.
Dělení:
- pozemní
- letecký

## Příklady využití
Bavorští vědci ve spolupráci s Přírodovědeckou fakultou Jihočeské univerzity se v roce 2016 rozhodli s využitím LIDARu zmapovat zaniklá sídla na Šumavě. Technologie se využívá i u samořiditelných dopravních prostředků k orientaci v terénu. V létě roku 2017 byl LIDAR použit na atmosférické stanici Křešín k měření koncentrace aerosolů v atmosféře. Technologie byla použita při rozsáhlém archeologickém nálezu mayských měst na severu Guatemaly v roce 2018. V letech 2009 až 2013 vznikl  model reliefu České republiky dostupný v online prohlížeči ČÚZK na https://ags.cuzk.cz/av/ .